# Altafjord
Ne doit pas être confondu avec Álftafjörður.
L'Altafjord (en norvégien Altafjorden) est un fjord du Nord de la Norvège abritant la ville d'Alta.

## Géographie

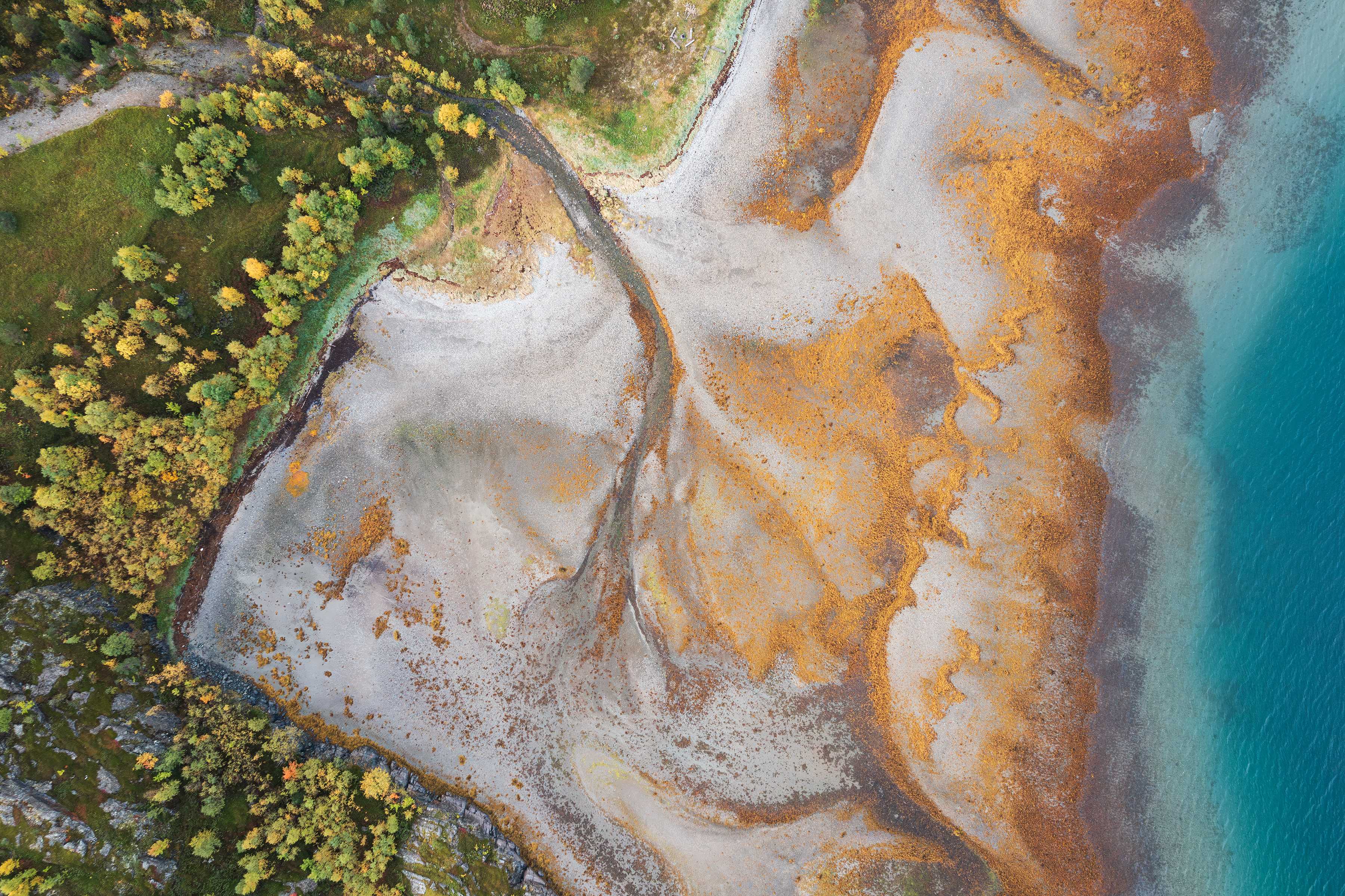
La rivière Kvenvikelva (ou Oallejohka) arrive à la mer dans l'Altafjord, descendant du lac Kvenvikvannet. Les zones blanches sont probablement du sable, tandis que les zones jaunatres du Fucus vésiculeux déposé par les marées. Septembre 2023.

Au sud-ouest du fjord, à la jonction avec le Kåfjord, se trouve le site d'art rupestre d'Alta, inscrit au patrimoine mondial de l'UNESCO.

## Histoire
Au cours de la Seconde Guerre mondiale, deux de ses extensions, le Kåfjord et le Landfjord servirent de retraite à deux navires allemands d'importance, respectivement le Tirpitz et le Scharnhorst, chargés d'intercepter les convois alliés vers la Russie par le cap Nord. Ceux-ci furent attaqués le 20 septembre 1943 au cours de l'Opération Source / Funnel. Le Tirpitz fut également endommagé lors des bombardements de l'opération Tungsten le 3 avril et ceux de l'opération Paravane le 15 septembre 1944.